# 生死
生死，指生命及死亡，或出世及死亡。生死也可是佛教術語，指眾生在世間的出生與死亡的兩個連續而輾轉的狀態。生死也是佛教中說明眾生在一生當中四個過程階段─生、老、病、死中，代表生命的最開始與完結最後的階段，而這兩個階段，正好是上一個生命連結下一個生命，而這樣的循環不止的生死，在沒有因為透過佛法的修行而斷盡一念無明的煩惱前，是無法中斷的。

## 生死的分類

### 分段生死与變易生死
分段生死（或作分斷生死）指未實證解脫道極果阿羅漢果的一切有情眾生，包括凡夫及已證解脫初果乃至三果的佛法修行者，因為仍有無明的煩惱纏縛，不能入無餘涅槃，仍有受後世三界有的種子，所以無法出離於三界六道生死，而不斷一世又一世的出生於三界當中，然後壽盡而捨報後又在出生，一次又一次的連續又輾轉的現象，是分段而受生死的，所以稱作分段生死。
變易生死指大乘佛菩提的初地菩薩以上、或解脫道的二乘修行人已證解脫極果阿羅漢果者而回入大乘者，皆有能力入無餘涅槃，而其解脫證境已不受三界之輪迴，故屬不受分段生死。雖然不會有在三界中受生的種子，但由於仍有種子的變異，故說仍有變易生死。而變異生死要至佛地才能斷除。因為佛陀具足一切種智，了知一切有情的所有的心法及心所有法，這個智慧包括了四智圓明──大圓鏡智、平等性智、妙觀察智以及成所作智，一切法界體性皆已具足了知通達，對於分段生死的諸法及能斷分段生死之一切智、變易生死諸法及斷變易生死之一切種智皆悉了知。。

### 善不善心死差別
《瑜伽師地論》描述人臨終時是如此說的：如何是善心死？譬如有一人，將要死時，如能自行憶念生前所作的善事及所修習的功德；或由他人來述說讚歎他的善行善念及正知正見。由此因緣，當下能令其信、進、念、定、慧五個善心所浮現於心，此時此人第六意識了了分明，心中自然祥和快樂。直到彼心念微弱時，善念也就消失了，只留不善不惡之心，直至命終。為何是如此？原因是此時此人第六意識已進入昏昧狀態，對於往昔所修習的福德功德自然無有心力憶念，他人述說也無有功用。如何是不善心死？譬如有一人，將要死時，其人自行憶念生前所作的種種不善之事或所修習的邪知見；或由他人對他的不善行或不正修習來進行述說。由此因緣，當下能令其人貪、瞋、癡、慢等各式煩惱心所浮現於心，此時此人第六意識無明顛倒，我執、我愛生起後，對現境起貪戀不捨之情。想己命將終，恐懼怨恨自然現前。直到彼心念微弱時，惡念也就消失了，只留不善不惡之心，直至命終，同善心死一般。再說善心死時，是安祥平靜而死。臨終之時，身心不會感到極大的痛苦。惡心死時，是苦惱驚懼而死。將命終時，有極重的苦痛感受逼迫於身。又善心死之人，臨終之時，由黑暗趨向光明，見到莊嚴的境界。不善心死之人，臨終之時，由光明趨向黑暗，見到恐怖的境界。